# 富家子弟
富家子弟是指富裕家庭出身的人，通常指来自上层阶级和上层中产阶级背景的青壮年人；狭义则上专指世代掌控资本和生产资料的门阀宗族（即所谓的“旧贵”或“老钱”）中的晚辈，而不包括暴发户（所谓的“新贵”或“新钱”）家庭的子弟。
由於大多數富家子弟从小生活優渥，即使不亲自参与工作也可以继承财富和被动收入并获得长辈建立的裙带人脉，可享受比普通人更高水準的生活质量和社会地位、更易取得深造晋升的教育资源和机会、以及阻力和风险都更少的职业规划，以致于有些富家子弟沉迷奢靡浪费的生活方式和炫耀型消费，終日游手好閒、不務正業且缺乏同情心、公德和责任感，甚至自恋任性、恃勢凌人成为欺扰地方的豪强恶霸。
傳統上對富家子弟的稱呼通常也都有貶義，如「紈绔子弟」、“少爷”、「公子哥兒」、「二世祖」、“太子爺”、「膏粱子弟」、「小開」等，女性则称为“闺秀”、“大小姐”、“千金”、“小公主”等，少年稱之“富少”、“阔少”、“小皇帝”、“熊孩子”等。近年来在中国大陆則常以“富二代”一詞稱之，该名词於公眾媒體中最早见于香港凤凰卫视节目《鲁豫有约》。

## 类别

### 知识成功型
部分富一代的父母因为知道知识的重要性而花费巨额财富请名师名校培养此类富二代，让他们获得更多的教育资源。

### 败家型
部分富一代的父母因为深知创业的艰辛而为子女提供了优越的生活环境，使得此类富二代骄奢淫逸、坐吃山空。

### 其他
部分富一代父母则让子女的前途顺其自然，家中财富丰富，退而守业。

## 评价
據大渝网2009年時作的调查，有四成网友认为從特徵看，爱显摆的富豪都是些富二代。
2010年，广东省的《广州女大学生价值观调查红皮书》发布，调查显示，59.2%的女子愿意嫁给富二代，并且认为这样可以使成功减少奋斗的许多年。